# Рюш

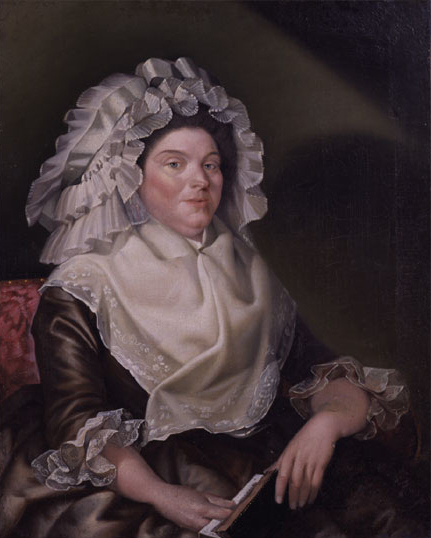
Портрет жінки в чепці з рюшами, 1789

Рюш (від фр. ruche, досл. «вулик») — густо зібрана смужка тканини для оздоблення. «Ефект хвиль» створюється або складанням стрічки з наступним прошиванням по серединній лінії, або надрізами на широкій стрічці .
Рюші починають з'являтися на облямованих вирізах шиї у сорочок в XV ст., а в XVI ст. вони еволюціонували в окремий аксесуар. Пришиті і знімні рюші зберігаються і в сучасному гардеробі.
Різновидом рюшу є вола́н (від фр. volant — «летучий»). На відміну від рюшів волани прошивають не по серединній лінії, а по крайці.